# 盧克·查特斯
盧克·查特斯（英語：Luke Charteris；1983年3月9日—）是一位威爾斯橄欖球運動員。他是威爾斯國家橄欖球隊的一員，代表威爾斯參加了2015年世界盃橄欖球賽。